# Petit lac Brochu
Pour les articles homonymes, voir Brochu et Lac Brochu.
Le petit lac Brochu est un plan d'eau douce dans la partie Est du réservoir Gouin, dans le territoire de la ville de La Tuque, dans la région administrative de la Mauricie, dans la province de Québec, au Canada.
Ce lac s’étend entièrement dans le canton de Brochu.
Les activités récréotouristiques constituent la principale activité économique du secteur. La foresterie arrive en second.
Diverses routes forestières secondaires desservent les alentours du « Petit lac Brochu » pour accommoder les activités récréotouristiques et la foresterie de la rive Est du réservoir Gouin. Ces routes forestières se connectent à l’Est à la route 451 qui passe à l’Est du lac Berlinguet et qui relie vers le Sud le barrage Gouin et le barrage La Loutre.
La surface du « Petit lac Brochu » est habituellement gelée de la mi-novembre à la fin avril, toutefois la circulation sécuritaire sur la glace se fait généralement du début décembre à la fin de mars.

## Géographie
Les bassins versants voisins du « Petit lac Brochu » sont :
- côté nord : lac de la Grosse Pluie, lac du Trappeur, lac Leclerc, ruisseau Barras, lac Magnan (réservoir Gouin), ruisseau Oskatcickic, ruisseau Verreau ;
- côté est : lac Déziel (réservoir Gouin), rivière Wapous, lac du Déserteur (réservoir Gouin), lac Faguy, rivière Wabano Ouest ;
- côté sud : lac Minikananik, lac Pep, lac Brochu (réservoir Gouin), baie du Lion d’Or, rivière de la Galette (réservoir Gouin), rivière Jean-Pierre (réservoir Gouin) ;
- côté ouest : lac Brochu (réservoir Gouin), lac McSweeney, baie Marmette Sud, lac Kaackakwakamak.

D’une longueur de 6,4 km, la petit lac Brochu comporte les caractéristiques suivantes (sens horaire) :

### Côté Nord
- la décharge (venant du Nord) de lacs non identifiés ;
- la décharge (venant du Nord) du Lac de la Grosse Pluie ;

### Côté Est
- un détroit de 4,0 km qui constitue un émissaire et qui relie vers l’Est ce lac au lac Déziel (réservoir Gouin) ;

### Côté Sud
- une île d’une longueur de 9,1 km formant la limite Sud de ce plan d’eau.

La confluence du « Petit lac Brochu » avec le lac Brochu (réservoir Gouin) est localisée du côté Ouest du plan d’eau à :
- 32,5 km à l’Est du centre du village de Obedjiwan lequel est situé sur une presqu’île de la rive Nord du réservoir Gouin ;
- 39,2 km au Nord-Ouest du barrage Gouin ;
- 92,0 km au Nord-Ouest du centre du village de Wemotaci (rive Nord de la rivière Saint-Maurice) ;
- 181 km au Nord-Ouest du centre-ville de La Tuque ;
- 288 km au Nord-Ouest de l’embouchure de la rivière Saint-Maurice (confluence avec le fleuve Saint-Laurent à Trois-Rivières)[1].

À partir de l’embouchure du « Petit lac Brochu », le courant coule sur 35,0 km jusqu’au barrage Gouin, en traversant la partie Sud-Est du lac Brochu (réservoir Gouin) et la baie Kikendatch. À partir de ce barrage, le courant emprunte la rivière Saint-Maurice jusqu’à Trois-Rivières.

## Toponymie
Ce toponyme évoque l’œuvre de vie de Michel-Delphis Brochu (Saint-Lazare-de-Bellechasse, 1853 - Québec, 1933), médecin et professeur à la Faculté de médecine de l'Université Laval. Aliéniste, il était directeur général de l'asile de Beauport au début du XXe siècle, établissement nommé par la suite « Hôpital Saint-Michel-Archange », puis désigné « Centre hospitalier Robert-Giffard ». Brochu est connu également pour avoir été le promoteur du Premier congrès des médecins de langue française en Amérique tenu à Québec, au Château Frontenac, en 1902, de même que le premier président de l'Association des médecins de langue française de l'Amérique du Nord.
Le toponyme "Petit lac Brochu" a été officialisé le 2 août 1991 par la Commission de toponymie du Québec.